# HSPA
High Speed Packet Access (HSPA) é uma coleção de dois protocolos de telefonia móvel do 3.5G, o High Speed Downlink Packet Access (HSDPA) e o High Speed Uplink Packet Access (HSUPA), que amplia e melhora o desempenho dos protocolos WCDMA, alcançando taxas de transmissão de até 14,4 Mbit/s de velocidade para baixar os arquivos (downlink) e de 5,76 Mbit/s no sentido de envir arquivos (uplink). Mais tarde, a HSPA Evolved (também conhecida como HSPA+ e Release7), foi lançada com 168 Mbit/s de downlink e 22 Mbit/s de uplink.
1. ↑  SILVA, KETYLLEN DA COSTA (2018). «ESTRATÉGIA DE PLANEJAMENTO E OTIMIZAÇÃO DO HANDOVER EM REDES MÓVEIS DENSIFICADAS» (PDF). bdtd.ibict.br. ENGENHARIA ELÉTRICA. UNIVERSIDADE FEDERAL DO PARÁ. Consultado em 11 de setembro de 2023